# バンダイifシリーズ
バンダイifシリーズは、バンダイが1980年代初頭に販売していたウォー・シミュレーションゲーム (ボードゲーム)である。

## 概要
シリーズを通した大きな特徴として、当時としては画期的なまでに豪華なコンポーネントが挙げられる。カラフルで精密なアートワークで彩られたハードマップ（厚紙製のゲームボード）やユニット、プラスチック製のユニットスタンドなどが同梱されたものが多かった。ルールはシミュレーションゲームとしては比較的平易なものが多く、主に入門者や他ジャンルのユーザ層（歴史ファンやアニメファンなど）など、幅広い層をターゲットに製作されたゲームが多かった。
しかし当時の国内シミュレーションゲームのメイン顧客層は歴史的背景を重視した重厚な作品が好まれる傾向にあった。そのため、国内シミュレーションゲームの先駆的存在でありながら、ライト層に向けてアピールした当シリーズは、あまり芳しい評価を受けなかった。
とはいえ、国内外を問わず他のメーカーにはおよそ見られない独自のテーマが多数あり、またセールス的にも十分な売り上げがあったゲームが多かったと言われる。
シリーズ各作品には「もし、あなたが○○（ゲームのテーマとなる人名等）だったら……」というキャッチコピーが記されている。

## シリーズ一覧
☆の数は難易度。

### 近代戦タイプ
連合艦隊（☆☆） - 戦略級（？）
太平洋戦争の日米両海軍による海戦を扱う。ユニットは艦船1隻または空母艦載機編隊（空母1隻分の搭載機が1ユニットとして扱われる）単位で、プラスチック製のユニットスタンドとユニットを動かす「参棒」が付属している。但し艦名付きで再現されている艦船は戦艦・空母・重巡洋艦のみで、駆逐艦は両軍とも無記名かつ同一性能で平等化されたものが複数用意されており、それ以外の艦種は存在しない。初心者向けのキャラゲーム的要素が強く、酸素魚雷の射程が異様に長い（ハワイから日本まで届く）、古鷹型重巡洋艦が長門型戦艦を総合性能で凌駕する（移動力と戦闘力の合計値で古鷹型が長門型を上回る）など、正確なシミュレーションがなされていない設定も多い。
零戦（☆☆～☆☆☆☆） - 戦闘級
太平洋戦争の空中戦を扱う。ユニットは航空機1機または艦船1隻で、ゲームタイトルである零式艦上戦闘機のみならず日米英の代表的な戦闘機・爆撃機・攻撃機を陸海空軍問わず再現している。編隊規模の空中戦闘や、航空機による艦船への爆撃及び雷撃を扱う基本ルールと、空中機動を緻密に描く上級ルールがある。
戦略戦術（☆☆～☆☆☆☆） - 作戦/戦略級
第三世界国家同士の架空戦を扱った入門編。ユニットは師団単位。生産ルールもあり、戦争中にユニットの生産が行える。プレイヤーは攻撃型（戦車中心。強力だが師団数少）。防御型（歩兵中心。機動性は劣るが師団数大）。バランス型（両者の中間）いずれかの軍備タイプを決めて、その中で自由に自軍を編成可能。
最前線（☆☆☆） - 戦闘級
第二次大戦期の西部戦線での歩兵戦闘を扱う。一駒が兵士一人、銃器一丁や手榴弾一個を表す戦闘級で、主に各兵士の持つ銃器の性能に焦点が当てられている。歩兵戦闘オンリーで戦車等の車両ルールはなく、バズーカ等の対戦車火器も登場しないが、小はウェブリー拳銃から大はM2重機関銃まで登場銃器は百種類を超える。マップに貼り付けられるビニール駒が用意されており、これによって塹壕や鉄条網等も配置出来る。
二百三高地（☆☆☆） - 作戦～戦術級
旅順攻略戦を扱う陸戦ゲーム。
日本海海戦（☆☆☆☆☆） - 戦術級
日本海海戦のみならず、日露戦争の海戦全般を扱う。巡洋艦以上は一駒一隻。水雷艇、駆逐艦は戦隊単位で一駒。

### 日本史タイプ
関ヶ原（☆☆） - 戦術級
関ヶ原の戦いを扱う。
源平合戦（☆☆～☆☆☆☆） - マルチゲーム
平安時代末期の源氏と平家の争い（治承・寿永の乱）を扱う。源氏（正確には源頼朝が率いる鎌倉勢力）と平氏（正確には桓武平氏を中心とする平氏政権）と木曽勢力（木曽義仲）、奥州藤原氏の４勢力によるマルチプレイが可能。マップは北海道を除く日本全土を表しており、敵対勢力を撃滅して全国統一を目指す。
織田信長（☆☆☆～☆☆☆☆☆） - 戦術級/戦略級
畿内における信長陣営と反信長陣営との争いを扱う戦略級ゲームと、「桶狭間の戦い」「姉川の戦い」「長篠の戦い」の3合戦を扱う戦術級ゲームが同梱されている。
大坂夏の陣（☆☆☆☆） - 戦術級
大坂夏の陣の天王寺決戦を扱う。ユニットは武将1名または部隊1000人単位。
風林火山（☆☆☆☆☆☆） - 作戦級
マップは川中島付近を表しており、シナリオは主に武田対上杉の数度に渡る川中島の戦いを取り扱う。
徳川家康（☆☆☆） - 戦略級
太閤薨去後の家康陣営と反家康陣営との争いを扱う。

### SF・アニメタイプ
日本列島沈没（☆）
地殻変動によって南から沈んでいく日本列島を北へ北へと脱出していくゲーム。
ウルトラマン（☆☆） - 戦闘級
ウルトラマン（及び科特隊）VS怪獣（または宇宙人）の戦闘を扱う。ウルトラマンと怪獣のユニットはガシャポンで販売されていた「怪獣消しゴム（と称されるミニフィギュア）」を用いている。シナリオも用意されている。
モスラ対ゴジラ（☆☆） - 戦闘級
マップがリバーシブルになっており、大都市でのゴジラと自衛隊の攻防、孤島での怪獣同士の対戦をそれぞれプレイできる。『ウルトラマン』同様、怪獣のユニットは「怪獣消しゴム」を用いている。
機動戦士ガンダム（☆☆☆～☆☆☆☆☆） - 戦闘級
ファーストガンダムの宇宙でのエピソードを扱う。ユニットはモビルスーツ/モビルアーマー1機または艦船1隻単位であり、モビルスーツはミニサイズの組立式プラモデルを用いている。艦船が何ヘクスもある大駒で、形に合わせてかなりディフォルメされている。
宇宙戦艦ヤマト（☆☆☆☆） - 戦術～戦闘級
艦船は一隻一駒。艦載機は編隊単位で一駒。交互移動式の基本ルールと同時移動プロット式の上級ルールが存在する。第一作から『宇宙戦艦ヤマトIII』までの宇宙海戦を再現可能。ユニットもヤマトからガミラス艦、果てはブラックシップ（デスシャドウ号もどきやアルカディア号もどき）まで、主要艦艇のほとんどを網羅する。
わが青春のアルカディア（☆☆） - 戦術級
同名の映画と共にタイアップされ、ハーロックとイルミダス軍との戦いを再現する。宇宙戦ルールは『宇宙戦艦ヤマト』上級ルールのリファイン版。砲塔式のアルカディア号と舷側にラインレーザー砲門を並べたイルミダス艦との異なる運用法が勝負の鍵。映画通り、三胴式のスターザット号は左右がやられても本体が無傷な強敵である。
スペースコブラ 最終兵器（☆☆） - TRPG
パラグラフ選択式のTRPG。システム的には同時発売されていたバンダイDoシリーズとほぼ同じ。シミュレイター誌に載った「コブラが先割れスプーンで脱獄する」リプレイが語り草。
宇宙戦艦ヤマト 完結編（☆☆☆） - 戦術～戦闘級
同名の映画と共にタイアップされ、ディンギル帝国との戦いを再現する。前述した『宇宙戦艦ヤマト』の続編。だが、初心者向けにかなりルールが改変されているので、前作のユニットを交えてプレイするのは不可能ではないものの、かなり困難である。

### ビジネスタイプ
株式入門（☆）
架空の株式会社8社のコマをボード上で動かすことで株価が変動し、株式売買しながらキャピタルゲインと配当金で利益を得る。そのうち4社は信用取引が可能で「信用買い」、「信用売り」を選択することで利益を大きく得る可能性がある。会社倒産は設定していない。
経営参謀（☆☆）
商品の需要と供給がテーマで、社債を発行して資金を調達し3種類の商品に対して仕入販売を行い、行動は手持ちのカードによって行う。対戦プレイヤーとの競合により、意思決定のタイミングが重要となる。景気状況を分けた5種類のシナリオや、テストゲームと称した初心者ルールが用意されている。
独占企業（☆☆☆）
マーケットの拡大がテーマで、22の地区に分けた日本に支店を出店させ、最終的に多くの地区を獲得する。地区の獲得にはランチェスターの法則を使用した計算式で決まるが、計算式を使用しないで判定表を用いたルールも用意されている。

### スポーツタイプ
ベースボール（☆☆）

### 世界史タイプ
三国志（☆☆☆） - マルチゲーム
後漢後期から三国時代における群雄割拠を扱う。

### 2800円タイプ
※ifシリーズの価格設定が4000円台前後だったのに対し、こちらは価格が2800円と廉価であった。
新撰組（☆☆～☆☆☆） - 戦闘級
新撰組隊士となって京の町を警護する。一駒が隊士、不逞浪士（志士）、忍者などを表す。プレイヤーは新設された架空の新撰組隊長となって編成された部下を任務に当て、古地図風のマップで市中見回りに当たり、情報を求めての密偵や探索（市中に出歩く志士を捕縛する）。更には暴れ回る剣豪や力士（志士とは全く関係なく、しかも異様に強い上に功績にもならず、下手すると隊士に死傷者が出る）の取り締まりもしなければならない。情報次第では不逞浪士の密談（史実における池田屋事件など）が発覚し、剣劇による浪士成敗へ移行する。史実の沖田、坂本と言った有名人もユニットとして登場する。
第三次世界大戦（☆☆～☆☆☆） - 作戦級
20世紀欧州における、NATOとワルシャワ条約機構軍との架空戦を扱う。マップは80年代の西ドイツとベネルクス三国全域を表し、これら西側諸国に侵攻するワルシャワ条約機構軍とこれを迎え撃つNATO軍という構図である。陸戦が主体でユニットは大隊～旅団規模。航空戦は抽象化されており、海戦はオミットされているが、オプションルールを採用することで航空戦はある程度具体化することが可能であり、電子戦等も組み込まれている。オプションルールの中には戦術核弾頭の使用もあり、状況次第では核攻撃が飛び交う事になる。
伊賀対甲賀（☆☆～☆☆☆） - 戦闘級
武家屋敷を舞台に忍者の戦いを扱う。一駒が忍者、武士一人を表す。ゲームの性質上、忍者が強く、天井裏や床下を忍んで行くより、雑魚敵扱いの武士を蹴散らしながら、屋内を堂々と進んだ方が有利。
日本防衛戦（☆☆～☆☆☆） - 作戦級
20世紀末の北海道へ侵攻したソ連軍と自衛隊との架空戦を扱う。一駒は大隊～師団規模。マップは北海道全域と青森を含む、東北及び北方領土の一部。日ソの戦力差はソ連軍が圧倒的だがソ連側の補給が厳しく、これでバランスを取っている。青函トンネルは重要な補給線となる。
第二次世界大戦（☆☆☆～☆☆☆☆） - 戦略級
WW2のヨーロッパ大戦を扱う。マップはユーラシア大陸西部全域（コーカサス山脈以西のソビエト連邦や英本土、スカンジナビア・イベリア半島なども含む）と北アフリカから中東地域の一部までをも含む広大な範囲を再現。陸軍が主体で海軍と空軍は抽象化されている。ドイツ軍プレイヤーがある条件を満たす度にゲーム終了のターンが早くなるのが特徴。プレイ時間4～5時間で、ポーランド侵攻からベルリン陥落までを再現可能。

### 1500円タイプ
※こちらはより廉価な価格設定の1500円であったが、1作品のみで終わった（なお「マッハの戦い」なる現代空中戦ゲームの発売も予定されており、ボックスアートなども当時のおもちゃショーで発表されていたが実現せずに終わった）。
親衛隊（☆☆～☆☆☆☆） - 戦闘級
独ソ戦中（1943～45年）の歩兵戦闘を扱う。一人一駒の『最前線』の東部戦線版だが、こちらは個々の銃器性能よりも部隊の指揮に焦点が当てられており、硬直した指揮系統を持つソ連軍と、柔軟な指揮能力を駆使するドイツ軍との差を明快な物にしている。また、戦車他の車両ルールが導入され、ドイツ側にはパンツァーファウスト等の携帯対戦車火器が登場するが、ソ連側は収束手榴弾と火炎瓶のみであり、タクテクス誌では「歩兵にとって戦車がいかに恐ろしい物か実感出来る。戦車相手にヒーロー気取りの者は、このゲームで君が出演したのはハリウッド映画ではなく、ソ連映画だと言う事を思い知るだろう」との本作レビューもあった。

## 参考図書
- 『ゲームジャーナルNo.3決戦！ガダルカナル』、シミュレーションジャーナル、2002年

日本ウォーゲーム史を語る誌上ビック対談「大木毅VSアサノ尊師」:バンダイifシリーズの立ち上げに関わる話など。
- 『コマンドマガジン日本版第72号』、国際通信社、2006年12月20日

特集〈バンダイが後世に残したもの〉